# Fetih 1453
Fetih 1453 je turecký výpravný historický film z roku 2012.
Odehrává se za vlády sultána Mehmeda II. a je inspirován událostmi kolem dobytí Konstantinopole a její přeměny v Istanbul.
Natáčení trvalo tři roky. Náklady činily 8 (podle jiných zdrojů 17) milionů USD.